# كريس أرينا
كريس أرينا (بالإنجليزية: Chris Arena)‏ هو مغن مؤلف أمريكي، ولد في 1987.

## روابط خارجية
- كريس أرينا على موقع IMDb (الإنجليزية)